# Логинов, Александр Викторович
Алекса́ндр Ви́кторович Ло́гинов (род. 31 января 1992, Саратов) — российский биатлонист, двукратный бронзовый призёр Олимпийских игр (2022), чемпион мира в спринте (2020), серебряный и четырехкратный бронзовый призёр чемпионатов мира, четырёхкратный чемпион Европы, четырёхкратный чемпион мира среди юниоров, пятикратный чемпион Европы среди юниоров, многократный победитель и призер этапов Кубка мира, 2-кратный серебряный призер чемпионата Европы — 2012 среди юниоров. Заслуженный мастер спорта России (2017).

## Биография
Родился 31 января 1992 года в Саратове. Родители не имели к спорту никакого отношения. В детстве занимался каратэ (карате-до, сито-рю), мечтал получить чёрный пояс.
В 13 лет увлёкся лыжными гонками, а в 2006 году перешёл в биатлон, поступив в саратовскую специализированную детско-юношескую школу олимпийского резерва № 3. Спустя всего год выполнил нормативы и стал кандидатом в мастера спорта по биатлону и лыжным гонкам, начал занимать призовые места на Всероссийских и областных соревнованиях, привлекался к участию на мировых соревнованиях по лыжным гонкам и биатлону.
Логинов попал в состав сборной Саратовской области и выступал на Первенствах России по биатлону. В 2008 году выиграл первенство по биатлону среди старших юношей, при этом став призёром в соревнованиях по лыжным гонкам среди средних юношей. В 2009 году отобрался в сборную России.

### Образование
Факультет экономики и менеджмента Саратовского государственного аграрного университета им. Н. И. Вавилова.

## Спортивная карьера

### Юниорские и молодёжные достижения
На дебютном для себя чемпионате мира среди юниоров в 2010 году стал пятым в спринте и четвёртым в гонке преследования, а также завоевал «золото» в эстафете.
Спустя год на чемпионате мира в Нове-Место он выиграл золотую медаль в эстафете и 2 «бронзы» в спринте и гонке преследования.
В 2012 году Александр трижды оказывался третьим: в индивидуальной гонке, гонке преследования и эстафете.
На чемпионате мира 2013 года в Обертиллиахе Логинов взял «золото» в спринте и индивидуальной гонке, добавив к нему «бронзу» в гонке преследования и эстафете.
С чемпионатов Европы Александр увёз 2 золотых и 2 серебряных медали в 2012 году, и золотой хет-трик (индивидуальная гонка, спринт и гонка преследования) в 2013.
| Год  | Место проведения | Возраст | Инд | Спр | Пр | Эст |
| ---- | ---------------- | ------- | --- | --- | -- | --- |
| 2010 | ЧМ Турсбю        | U19     | —   | 5   | 4  | 1   |
| 2011 | ЧМ Нове-Место    | U19     | 9   | 3   | 3  | 1   |
| 2012 | ЧЕ Осрблье       | U21     | 1   | 2   | 1  | 2   |
| 2012 | ЧМ Контиолахти   | U21     | 3   | 6   | 3  | 3   |
| 2013 | ЧМ Обертиллиах   | U21     | 1   | 1   | 3  | 3   |
| 2013 | ЧЕ Банско        | U21     | 1   | 1   | 1  | —   |

### Взрослая карьера

#### Российские соревнования
В сезоне 2011/2012 на турнире Ижевская винтовка победил в спринте, год спустя стал вторым в спринтерской гонке.
31 марта 2013 года на турнире «Открытый кубок России на призы губернатора Тюменской области» занял 4 место в мега-масс-старте на 18 км, а затем выиграл бронзовую медаль в гонке преследования на 12,5 км.

#### Кубок IBU
В марте 2012 года впервые выступил в составе сборной России на взрослом международном уровне на этапе Кубка IBU 2011/2012 в Альтенберге, где в индивидуальной гонке занял 4 место, а в спринте и в гонке преследования финишировал вторым.
Был участником «Гонки чемпионов — 2013», где вместе с Мириам Гёсснер занял 10 место.

#### Кубок мира
Сезон 2012/2013
Дебют Александра в Кубке мира состоялся 28 февраля 2013 года в спринтерской гонке в Хольменколлене, где он стал лучшим среди российских спортсменов, заняв 5 место. Через день в гонке преследования он занял 3 место. А на следующий день в масс-старте — 15 место.
9 марта 2013 года на этапе кубка мира в Сочи в спринтерской гонке был на 12 месте, а на следующий день бежал в составе эстафетной команды второй этап. При стрельбе из положения лёжа не сумел закрыть одну мишень из пяти, использовав 8 патронов, и пробежал штрафной круг. Тем не менее, смог отыграть часть проигранного времени и помог команде выиграть эстафету.
Сезон 2013/2014
13 декабря 2013 года в эстафете на 3-м этапе Кубка мира 2013/2014 в Анси Александр вместе с Иваном Черезовым, Евгением Гараничевым и Антоном Шипулиным занял 1 место.
На Олимпийских играх в Сочи Логинов участвовал только в индивидуальной гонке, в которой занял 30 место.
На 8 этапе в финском Контиолахти 15 марта 2014 года по итогам спринтерской гонки Александр взошёл на подиум, показав свой лучший результат в личных гонках Кубка мира — 2 место.
В Хольменколлене 22 марта 2014 года Логинов повторил свой лучший результат, заняв 2 место в гонке преследования.

#### Дисквалификация
Александр Логинов был временно отстранён от соревнований Союзом биатлонистов России после получения от IBU информации о подозрительном результате допинг-пробы, взятой у спортсмена во внесоревновательный период 26 ноября 2013 года. В ноябре 2014 года IBU принял решение провести повторный анализ подозрительных допинг-проб на основании новых методик. Пять из этих проб дали положительный результат, в том числе проба Логинова, взятая в ноябре 2013 года. Международный союз биатлонистов проинформировал СБР об обнаружении в пробе спортсмена запрещенного препарата — рекомбинантного эритропоэтина.
В итоге Антидопинговый комитет принял решение дисквалифицировать отстранённого Александра Логинова на два года с момента повторного анализа пробы, которая дала положительный результат.
10 июля 2015 года решением IBU Логинов был дисквалифицирован до 25 ноября 2016 года. Все результаты спортсмена, начиная с момента взятия пробы в ноябре 2013 года, были признаны недействительными.

#### После дисквалификации
Сезон 2016/2017
На чемпионате Европы в Душники-Здруе стал победителем индивидуальной гонки, гонки преследования и серебряным призёром спринтерской гонки. Также стал победителем в смешанной эстафете вместе с Ириной Старых, Светланой Слепцовой и Алексеем Волковым.
На чемпионате мира по биатлону в австрийском Хохфильцене в составе сборной России Александр завоевал бронзу в смешанной эстафете.
Сезон 2018/2019
В своих первых гонках на Кубке мира 2018/19 на этапе в словенской Поклюке дважды стал третьим: в спринте и гонке преследования. Это второй и третий личные подиумы на этапах Кубка мира в карьере российского биатлониста. В гонке преследования сумел уйти первым после четвёртого огневого рубежа, однако незадолго до финиша на подъёме споткнулся и упал, пропустив вперед Йоханнеса Бё и Кентена Фийон Майе, и в итоге занял третье место. На этапе в Чехии дважды, в спринте и гонке преследования, был вторым.
На этапе Кубка мира в Оберхофе в спринтерской гонке 11 января 2019 года занял 1 место, оставив позади лидера кубка мира Йоханнеса Бё, а также Себастьяна Самуэльссона. Это первая победа Александра в гонках на Кубке мира. В гонке преследования, проходившей на следующий день, Логинов занял пятое место, допустив четыре промаха на рубежах. 13 января 2019 года в составе зстафетной команды завоевал вторую золотую медаль на этапе в Оберхофе.
9 марта 2019 года на чемпионате мира в шведском Эстерсунде Александр занял второе место в спринте, завоевав таким образом своё первое серебро на чемпионатах мира. Россиянин не допустил ни одного промаха, тем не менее закончил гонку с отставанием от её победителя норвежца Йоханнеса Бё в 13,7 секунды. 24 марта 2019 года Александр Логинов занял второе место в общем зачёте Кубка мира по биатлону сезона 2018/19.
В 2019 году Александр одержал победу на чемпионате России по летнему биатлону, который проходил в Чайковском (Пермский край). Логинов финишировал с результатом 51 минута 44,5 секунд.
Сезон 2019/2020
Сезон 2019/2020 начался для Александра Логинова обнадеживающе — в двух гонках в шведском Эстерсунде он финишировал в 10-ке сильнейших, а на следующем этапе в австрийском Хохфильцене дважды вставал на пьедестал почёта. Далее у Логинова наступил спад, вплоть до Чемпионата мира он редко занимал места выше 10-го, а в словенской Поклюке и вовсе в одной из гонок финишировал на 20-м месте. Ситуацию изменил Чемпионат мира в Антхольце, Логинов завоевал золото и бронзу в двух индивидуальных гонках. Во время чемпионата мира в 6 утра 22 февраля в номере у Логинова полиция провела обыск, так как его тренер Александр Касперович во время пасьюта использовал чужую аккредитацию. Как позже стало известно, к силовым структурам Италии обратилась антидопинговый менеджер Международного союза биатлонистов Сара Фуссек-Хаккарайнен. По словам главы Biathlon Integrity Unit (BIU) Луизы Рейли, кроме Сары Фуссек-Хаккарайнен ещё несколько следователи, присутствовавших на чемпионате мира, связались с местной полицией в Антхольце и поделились с ней информацией по поводу Логинова. После обыска Александр Логинов принял участие в классической мужской эстафете, где вывел сборную России на 4 место, но решил отказаться от участия в масс-старте из-за «психологической неготовности», но он примет участие в оставшихся этапах Кубка мира.

#### Сезон 2020/2021
На этапе Кубка мира в Оберхофе Логинов вместе с Ульяной Кайшевой, Светланой Мироновой и Эдуардом Латыповым стал первым в смешанной эстафете.
22 января 2021 года на этапе Кубка мира в Антхольце Александр выиграл индивидуальную гонку, не совершив ни одного промаха. Также, вместе с Антоном Бабиковым, Матвеем Елисеевым и Эдуардом Латыповым, выиграл бронзовую медаль в эстафете.

#### Сезон 2021/2022
- 4 декабря 2021 года занял третье место в эстафете на этапе Кубка мира в Эстерсунде.
- 12 декабря 2021 года занял третье место в эстафете на этапе Кубка мира в Хохфильцене.
- 7 января 2022 года занял первое место в спринте на этапе Кубка мира в Оберхофе.
- 15 января 2022 года занял первое место в эстафете на этапе Кубка мира в Рупольдинге.
- 16 января 2022 года занял второе место в гонке преследования на этапе Кубка мира в Рупольдинге.
- 23 января 2022 года занял второе место в эстафете на этапе Кубка мира в Антхольце.
- 5 февраля 2022 года занял третье место в смешанной эстафете на Олимпийских играх в Пекине.
- 15 февраля 2022 года занял третье место в эстафете на Олимпийских играх в Пекине.

Олимпиада 2022
5 февраля в Национальном центре биатлона в Чжанцзякоу Логинов завоевал, вместе с Ульяной Нигматуллиной, Кристиной Резцовой и Эдуардом Латыповым, бронзовую медаль.

#### Кубок России
- 24 ноября 2022 года занял второе место в спринте на этапе Кубка России в Ханты-Мансийске.

#### Сезон 2023/2024

##### Кубок России
- 2 декабря 2023 года занял второе место в гонке преследования на этапе Кубка России в Ханты-Мансийске.

##### Кубок Содружества
- 17 декабря 2023 года занял второе место в масс-старте на этапе Кубка Содружества в Уфе.

#### Сезон 2024/2025

###### Кубок России
- 2 декабря 2024 года занял второе место в спринте на этапе Кубка России в Ханты-Мансийске.
- 12 декабря 2024 года занял первое место в индивидуальной гонке на этапе Кубка России в Ижевске.

## Результаты на крупнейших соревнованиях

### Олимпийские игры
| ОИ         | Инд | Спр | Пр | МС | Эст | СМ |
| ---------- | --- | --- | -- | -- | --- | -- |
| Пекин 2022 | 10  | 34  | 27 | 15 | 3   | 3  |

### Чемпионаты мира
| ЧМ                        | Инд | Спр | Пр | МС | Эст | СМ | ОСЭ |
| ------------------------- | --- | --- | -- | -- | --- | -- | --- |
| Хохфильцен 2017           | 72  | ―   | ―  | ―  | ―   | 3  | N/A |
| Эстерсунд 2019            | 14  | 2   | 14 | 4  | 3   | 4  | ―   |
| Антхольц-Антерсельва 2020 | 15  | 1   | 3  | —  | 4   | 6  | ―   |
| Поклюка 2021              | 31  | 26  | 16 | 9  | 3   | 9  | ―   |

## Статистика выступлений в Кубке мира
| 2021/2022 Итоги | 2021/2022 Итоги | Эстерсунд | Эстерсунд | Эстерсунд | Эстерсунд | Эстерсунд | Хохфильцен | Хохфильцен | Хохфильцен | Анси | Анси | Анси | Оберхоф | Оберхоф | Оберхоф | Оберхоф | Рупольдинг | Рупольдинг | Рупольдинг | Антхольц | Антхольц | Антхольц | ОИ Пекин (*) | ОИ Пекин (*) | ОИ Пекин (*) | ОИ Пекин (*) | ОИ Пекин (*) | ОИ Пекин (*) | Контиолахти | Контиолахти | Контиолахти | Отепя | Отепя | Отепя | Отепя | Хольменколлен | Хольменколлен | Хольменколлен |
| Очков           | Место           | Инд       | Спр       | Спр       | Эст       | Пр        | Спр        | Пр         | Эст        | Спр  | Пр   | МС   | Спр     | См      | Осм     | Пр      | Спр        | Эст        | Пр         | Инд      | МС       | Эст      | См           | Инд          | Спр          | Пр           | Эст          | МС           | Эст         | Спр         | Пр          | Спр   | МС    | См    | Осм   | Спр           | Пр            | МС            |
| 413             | 17              | 53        | 10        | 13        | 3         | 31        | 4          | 17         | 3          | 10   | 18   | 15   | 1       | —       | —       | 5       | 32         | 1          | 2          | 7        | —        | 2        | 3            | 10           | 34           | 27           | 3            | 15           | —           | —           | —           | —     | —     | —     | —     | —             | —             | —             |

| 2020/2021 Итоги | 2020/2021 Итоги | Контиолахти | Контиолахти | Контиолахти | Контиолахти | Контиолахти | Хохфильцен | Хохфильцен | Хохфильцен | Хохфильцен | Хохфильцен | Хохфильцен | Оберхоф | Оберхоф | Оберхоф | Оберхоф | Оберхоф | Оберхоф | Оберхоф | Антхольц | Антхольц | Антхольц | ЧМ Поклюка | ЧМ Поклюка | ЧМ Поклюка | ЧМ Поклюка | ЧМ Поклюка | ЧМ Поклюка | ЧМ Поклюка | Нове-Место | Нове-Место | Нове-Место | Нове-Место | Нове-Место | Нове-Место | Нове-Место | Эстерсунд | Эстерсунд | Эстерсунд |
| Очков           | Место           | Инд         | Спр         | Спр         | Эст         | Пр          | Спр        | Эст        | Пр         | Спр        | Пр         | МС         | Спр     | Пр      | См      | ОСм     | Спр     | Эст     | МС      | Инд      | МС       | Эст      | См         | Спр        | Пр         | Инд        | ОСм        | Эст        | МС         | Эст        | Спр        | Пр         | Спр        | Пр         | См         | ОСм        | Спр       | Пр        | МС        |
| 541             | 17              | 10          | 12          | 34          | 4           | 24          | 20         | 4          | 22         | 17         | 22         | 10         | 19      | 17      | 1       | —       | 21      | 4       | —       | 1        | 19       | 3        | 9          | 26         | 16         | 31         | —          | 3          | 9          | 2          | 25         | 19         | 17         | 17         | 7          | —          | 26        | 15        | —         |

| 2019/2020 Итоги | 2019/2020 Итоги | Эстерсунд | Эстерсунд | Эстерсунд | Эстерсунд | Эстерсунд | Хохфильцен | Хохфильцен | Хохфильцен | Анси | Анси | Анси | Оберхоф | Оберхоф | Оберхоф | Рупольдинг | Рупольдинг | Рупольдинг | Поклюка | Поклюка | Поклюка | Поклюка | ЧМ Антхольц | ЧМ Антхольц | ЧМ Антхольц | ЧМ Антхольц | ЧМ Антхольц | ЧМ Антхольц | ЧМ Антхольц | Нове-Место | Нове-Место | Нове-Место | Контиолахти | Контиолахти | Контиолахти | Контиолахти | Хольменколлен | Хольменколлен | Хольменколлен |
| Очков           | Место           | Сусм      | См        | Спр       | Инд       | Эст       | Спр        | Пр         | Эст        | Спр  | Пр   | МС   | Спр     | МС      | Эст     | Спр        | Пр         | Эст        | Сусм    | См      | Инд     | МС      | См          | Спр         | Пр          | Инд         | Сусм        | Эст         | МС          | Спр        | Эст        | МС         | Спр         | Пр          | Сусм        | См          | Спр           | Пр            | МС            |
| 629             | 7               | —         | —         | 4         | 9         | 4         | 3          | 2          | 6          | 11   | 13   | 11   | 5       | 17      | —       | 11         | 10         | 4          | —       | 4       | 16      | 20      | 6           | 1           | 3           | 15          | —           | 4           | —           | 65         | —          | —          | 18          | 7           | отм         | отм         | отм           | отм           | отм           |

| 2018/2019 Итоги | 2018/2019 Итоги | Поклюка | Поклюка | Поклюка | Поклюка | Поклюка | Хохфильцен | Хохфильцен | Хохфильцен | Нове-Место | Нове-Место | Нове-Место | Оберхоф | Оберхоф | Оберхоф | Рупольдинг | Рупольдинг | Рупольдинг | Антхольц | Антхольц | Антхольц | Канмор | Канмор | Солт-Лейк-Сити | Солт-Лейк-Сити | Солт-Лейк-Сити | Солт-Лейк-Сити | ЧМ Эстерсунд | ЧМ Эстерсунд | ЧМ Эстерсунд | ЧМ Эстерсунд | ЧМ Эстерсунд | ЧМ Эстерсунд | ЧМ Эстерсунд | Хольменколлен | Хольменколлен | Хольменколлен |
| Очков           | Место           | Сусм    | См      | Инд     | Спр     | Пр      | Спр        | Пр         | Эст        | Спр        | Пр         | МС         | Спр     | Пр      | Эст     | Спр        | Эст        | МС         | Спр      | Пр       | МС       | Инд    | Эст    | Спр            | Пр             | Сусм           | См             | См           | Спр          | Пр           | Инд          | Сусм         | Эст          | МС           | Спр           | Пр            | МС            |
| 854             | 2               | —       | 4       | 29      | 3       | 3       | 8          | 7          | 5          | 2          | 2          | 15         | 1       | 5       | 1       | 5          | 5          | 17         | 26       | 7        | 20       | 3      | 3      | 28             | 7              | —              | 7              | 4            | 2            | 14           | 14           | —            | 3            | 4            | 9             | 13            | 18            |

| 2017/2018 Итоги | 2017/2018 Итоги | Эстерсунд | Эстерсунд | Эстерсунд | Эстерсунд | Эстерсунд | Хохфильцен | Хохфильцен | Хохфильцен | Анси | Анси | Анси | Оберхоф | Оберхоф | Оберхоф | Рупольдинг | Рупольдинг | Рупольдинг | Антхольц | Антхольц | Антхольц | ОИ Пхёнчхан (*) | ОИ Пхёнчхан (*) | ОИ Пхёнчхан (*) | ОИ Пхёнчхан (*) | ОИ Пхёнчхан (*) | ОИ Пхёнчхан (*) | Контиолахти | Контиолахти | Контиолахти | Контиолахти | Хольменколлен | Хольменколлен | Хольменколлен | Тюмень | Тюмень | Тюмень |
| Очков           | Место           | Сусм      | См        | Инд       | Спр       | Пр        | Спр        | Пр         | Эст        | Спр  | Пр   | МС   | Спр     | Пр      | Эст     | Инд        | Эст        | МС         | Спр      | Пр       | МС       | Спр             | Пр              | Инд             | МС              | См              | Эст             | Спр         | Сусм        | См          | МС          | Спр           | Пр            | Эст           | Спр    | Пр     | МС     |
| 332             | 23              | —         | —         | 9         | 27        | 35        | 29         | 44         | —          | 18   | 4    | 9    | 23      | 18      | 4       | 73         | —          | 27         | 42       | 32       | 18       | —               | —               | —               | —               | —               | —               | —           | —           | —           | —           | —             | —             | —             | 9      | 11     | 14     |

| 2016/2017 Итоги | 2016/2017 Итоги | Эстерсунд | Эстерсунд | Эстерсунд | Эстерсунд | Эстерсунд | Поклюка | Поклюка | Поклюка | Нове-Место | Нове-Место | Нове-Место | Оберхоф | Оберхоф | Оберхоф | Рупольдинг | Рупольдинг | Рупольдинг | Антхольц | Антхольц | Антхольц | ЧМ Хохфильцен | ЧМ Хохфильцен | ЧМ Хохфильцен | ЧМ Хохфильцен | ЧМ Хохфильцен | ЧМ Хохфильцен | Пхёнчхан | Пхёнчхан | Пхёнчхан | Контиолахти | Контиолахти | Контиолахти | Контиолахти | Хольменколлен | Хольменколлен | Хольменколлен |
| Очков           | Место           | Сусм      | См        | Инд       | Спр       | Пр        | Спр     | Пр      | Эст     | Спр        | Пр         | МС         | Спр     | Пр      | МС      | Эст        | Спр        | Пр         | Инд      | Эст      | МС       | См            | Спр           | Пр            | Инд           | Эст           | МС            | Спр      | Пр       | Эст      | Спр         | Пр          | Сусм        | См          | Спр           | Пр            | МС            |
| 8               | 93              | —         | —         | —         | —         | —         | —       | —       | —       | —          | —          | —          | —       | —       | —       | —          | —          | —          | —        | —        | —        | 3             | —             | —             | 72            | —             | —             | —        | —        | —        | —           | —           | —           | —           | 38            | 36            | —             |

| 2013/2014 Итоги | 2013/2014 Итоги | Эстерсунд | Эстерсунд | Эстерсунд | Эстерсунд | Хохфильцен | Хохфильцен | Хохфильцен | Анси | Анси | Анси | Оберхоф | Оберхоф | Оберхоф | Рупольдинг | Рупольдинг | Рупольдинг | Антхольц | Антхольц | Антхольц | ОИ Сочи (*) | ОИ Сочи (*) | ОИ Сочи (*) | ОИ Сочи (*) | ОИ Сочи (*) | ОИ Сочи (*) | Поклюка | Поклюка | Поклюка | Контиолахти | Контиолахти | Контиолахти | Хольменколлен | Хольменколлен | Хольменколлен |
| Очков           | Место           | См        | Инд       | Спр       | Пр        | Спр        | Эст        | Пр         | Эст  | Спр  | Пр   | Спр     | Пр      | МС      | Эст        | Инд        | Пр         | Спр      | Пр       | Эст      | Спр         | Пр          | Инд         | МС          | См          | Эст         | Спр     | Пр      | МС      | Спр         | Спр         | Пр          | Спр           | Пр            | МС            |
| DSQ             | DSQ             | —         | DSQ       | DSQ       | —         | DSQ        | —          | —          | DSQ  | DSQ  | DSQ  | DSQ     | DSQ     | DSQ     | —          | DSQ        | DSQ        | DSQ      | —        | —        | —           | —           | DSQ         | —           | —           | —           | DSQ     | —       | DSQ     | DSQ         | DSQ         | DSQ         | DSQ           | DSQ           | DSQ           |

| 2012/2013 Итоги | 2012/2013 Итоги | Эстерсунд | Эстерсунд | Эстерсунд | Эстерсунд | Хохфильцен | Хохфильцен | Хохфильцен | Поклюка | Поклюка | Поклюка | Оберхоф | Оберхоф | Оберхоф | Рупольдинг | Рупольдинг | Рупольдинг | Антхольц | Антхольц | Антхольц | ЧМ Нове-Место | ЧМ Нове-Место | ЧМ Нове-Место | ЧМ Нове-Место | ЧМ Нове-Место | ЧМ Нове-Место | Хольменколлен | Хольменколлен | Хольменколлен | Сочи | Сочи | Сочи | Ханты-Мансийск | Ханты-Мансийск | Ханты-Мансийск |
| Очков           | Место           | См        | Инд       | Спр       | Пр        | Спр        | Пр         | Эст        | Спр     | Пр      | МС      | Эст     | Спр     | Пр      | Эст        | Спр        | МС         | Спр      | Пр       | Эст      | См            | Спр           | Пр            | Инд           | Эст           | МС            | Спр           | Пр            | МС            | Инд  | Спр  | Эст  | Спр            | Пр             | МС             |
| 143             | 46              | —         | —         | —         | —         | —          | —          | —          | —       | —       | —       | —       | —       | —       | —          | —          | —          | —        | —        | —        | —             | —             | —             | —             | —             | —             | 5             | 3             | 15            | —    | 12   | 1    | —              | —              | —              |

### Итоговое положение в зачёте индивидуальных дисциплин
| Дисциплина             | 2012/2013     | 2013/2014      | 2016/2017     | 2017/2018      | 2018/2019      | 2019/2020     | 2020/2021      | 2021/2022      |
| ---------------------- | ------------- | -------------- | ------------- | -------------- | -------------- | ------------- | -------------- | -------------- |
| Индивидуальная гонка   | —             | 14 (46 очков)  | —             | 22 (32 очка) — | 5 (87 очков)   | 8 (57 очков)  | 3 (91 очко)    | 20 (36 очков)  |
| Спринт                 | 45 (69 очков) | 20 (145 очков) | 89 (3 очка)   | 27 (99 очков)  | 2 (350 очков)  | 2 (251 очков) | 22 (158 очков) | 11 (200 очков) |
| Преследование          | 46 (48 очков) | 16 (152 очка)  | 75 (5 очков)  | 23 (111 очков) | 3 (305 очков)  | 6 (113 очка)  | 19 (141 очков) | 13 (151 очко)  |
| Масс-старт             | 36 (26 очков) | 11 (79 очков)  | —             | 20 (90 очков)  | 10 (137 очков) | 13 (75 очка)  | 18 (85 очков)  | 32 (26 очков)  |
| Общий зачёт Кубка Мира | 46 (143 очка) | 20 (422 очка)  | 93 (20 очков) | 23 (322 очка)  | 2 (854 очка)   | 7 (649 очков) | 17 (541 очков) | 17 (413 очков) |

### Места в общем зачёте Кубка мира
| Сезон     | Место |
| --------- | ----- |
| 2012/2013 | 46    |
| 2013/2014 | 20    |
| 2016/2017 | 93    |
| 2017/2018 | 23    |
| 2018/2019 | 2     |
| 2019/2020 | 7     |
| 2020/2021 | 17    |
| 2021/2022 | 17    |

### Месте в общем зачёте Кубка IBU
| Сезон     | Место |
| --------- | ----- |
| 2016/2017 | 2     |
| 2017/2018 | 7     |
| 2018/2019 | —     |
| 2019/2020 | —     |
| 2020/2021 | —     |
| 2021/2022 | —     |

## Достижения

#### Первые места в гонках
| №  | Дата      | Место       | Вид                  | Примечания |
| -- | --------- | ----------- | -------------------- | ---------- |
| 1. | 2012/2013 | Сочи        | Эстафета             | Кубок мира |
| 2. | 2018/2019 | Оберхоф     | Спринт               | Кубок мира |
| 3. | 2018/2019 | Оберхоф     | Эстафета             | Кубок мира |
| 4. | 2019/2020 | Антерсельва | Спринт               | ЧМ         |
| 5. | 2020/2021 | Антерсельва | Индивидуальная гонка | Кубок мира |
| 6. | 2020/2021 | Оберхоф     | Смешанная эстафета   | Кубок мира |
| 7. | 2021/2022 | Оберхоф     | Спринт               | Кубок мира |
| 8. | 2021/2022 | Рупольдинг  | Эстафета             | Кубок мира |

#### Вторые места в гонках
| №  | Дата      | Место       | Вид                 | Примечания |
| -- | --------- | ----------- | ------------------- | ---------- |
| 1. | 2018/2019 | Нове-Место  | Спринт              | Кубок мира |
| 2. | 2018/2019 | Нове-Место  | Гонка преследования | Кубок мира |
| 3. | 2018/2019 | Эстерсунд   | Спринт              | ЧМ         |
| 4. | 2019/2020 | Хохфильцен  | Гонка преследования | Кубок мира |
| 5. | 2020/2021 | Нове-Место  | Эстафета            | Кубок мира |
| 6. | 2021/2022 | Рупольдинг  | Гонка преследования | Кубок мира |
| 7. | 2021/2022 | Антерсельва | Эстафета            | Кубок мира |

#### Третьи места в гонках
| №   | Дата      | Место         | Вид                  | Примечания |
| --- | --------- | ------------- | -------------------- | ---------- |
| 1.  | 2012/2013 | Хольменколлен | Гонка преследования  | Кубок мира |
| 2.  | ЧМ 2017   | Хохфильцен    | Смешанная эстафета   | ЧМ         |
| 3.  | 2018/2019 | Поклюка       | Спринт               | Кубок мира |
| 4.  | 2018/2019 | Поклюка       | Гонка преследования  | Кубок мира |
| 5.  | 2018/2019 | Кэнмор        | Эстафета             | Кубок мира |
| 6.  | 2018/2019 | Кэнмор        | Индивидуальная гонка | Кубок мира |
| 7.  | 2018/2019 | Эстерсунд     | Эстафета             | ЧМ         |
| 8.  | 2019/2020 | Хохфильцен    | Спринт               | Кубок мира |
| 9.  | 2019/2020 | Антерсельва   | Гонка преследования  | ЧМ         |
| 10. | 2019/2020 | Антерсельва   | Эстафета             | Кубок мира |
| 11. | 2020/2021 | Поклюка       | Эстафета             | ЧМ         |
| 12. | 2021/2022 | Хохфильцен    | Эстафета             | Кубок мира |
| 13. | 2021/2022 | Эстерсунд     | Эстафета             | Кубок мира |
| 14. | 2021/2022 | Пекин (*)     | Смешанная эстафета   | ОИ         |
| 15. | 2021/2022 | Пекин (*)     | Эстафета             | ОИ         |

### Подиумы в личных гонках
| №   | Сезон     | Страна проведения этапа | Вид гонки            | Место |
| --- | --------- | ----------------------- | -------------------- | ----- |
| 1.  | 2012/2013 | Хольменколлен           | Гонка преследования  | 3-е   |
| 2.  | 2018/2019 | Поклюка                 | Спринт               | 3-е   |
| 3.  | 2018/2019 | Поклюка                 | Гонка преследования  | 3-е   |
| 4.  | 2018/2019 | Нове-Место              | Спринт               | 2-е   |
| 5.  | 2018/2019 | Нове-Место              | Гонка преследования  | 2-е   |
| 6.  | 2018/2019 | Оберхоф                 | Спринт               | 1-е   |
| 7.  | 2018/2019 | Кэнмор                  | Индивидуальная гонка | 3-е   |
| 8.  | ЧМ 2019   | Эстерсунд               | Спринт               | 2-е   |
| 9.  | 2019/2020 | Хохфильцен              | Спринт               | 3-е   |
| 10. | 2019/2020 | Хохфильцен              | Гонка преследования  | 2-е   |
| 11. | ЧМ 2020   | Антерсельва             | Спринт               | 1-е   |
| 12. | ЧМ 2020   | Антерсельва             | Гонка преследования  | 3-е   |
| 13. | 2020/2021 | Антерсельва             | Индивидуальная гонка | 1-е   |
| 14. | 2021/2022 | Оберхоф                 | Спринт               | 1-е   |
| 15. | 2021/2022 | Рупольдинг              | Гонка преследования  | 2-е   |
| 16. |           |                         |                      |       |

### Призовые места в командных гонках
| №  | Сезон     | Страна проведения этапа | Вид гонки          | Место |
| -- | --------- | ----------------------- | ------------------ | ----- |
| 1  | 2012/2013 | Сочи                    | Эстафета           | 1-е   |
| 2  | ЧМ 2017   | Хохфильцен              | Смешанная эстафета | 3-е   |
| 3  | 2018/2019 | Оберхоф                 | Эстафета           | 1-е   |
| 4  | 2018/2019 | Кэнмор                  | Эстафета           | 3-е   |
| 5  | ЧМ 2019   | Эстерсунд               | Эстафета           | 3-е   |
| 6  | 2020/2021 | Оберхоф                 | Смешанная эстафета | 1-е   |
| 7  | 2020/2021 | Антерсельва             | Эстафета           | 3-е   |
| 8  | ЧМ 2021   | Поклюка                 | Эстафета           | 3-e   |
| 9  | 2020/2021 | Нове-Место              | Эстафета           | 2-е   |
| 10 | 2021/2022 | Эстерсунд               | Эстафета           | 3-е   |
| 11 | 2021/2022 | Хохфильцен              | Эстафета           | 3-е   |
| 12 | 2021/2022 | Рупольдинг              | Эстафета           | 1-е   |
| 13 | 2021/2022 | Антерсельва             | Эстафета           | 2-е   |
| 14 | 2021/2022 | Пекин (*)               | Смешанная эстафета | 3-е   |
| 15 | 2021/2022 | Пекин (*)               | Эстафета           | 3-е   |

## Тренеры
- Халиуллина, Екатерина Николаевна (СДЮСШОР № 3 г. Саратов)[21][22]

## Семья
7 июня 2014 года женился на биатлонистке Маргарите Яростовой из города Балаково, однако брак вскоре распался.
12 мая 2019 года женился на украинской биатлонистке Марии Кручовой. 14 октября того же года у них родилась дочь.

## Увлечения
Любит активный отдых. Увлекается футболом, болеет за саратовский «Сокол» и московский ЦСКА.
Также увлекается рыбалкой, любит баню и фильмы Л. Гайдая

## Награды
- Медаль ордена «За заслуги перед Отечеством» II степени (25 февраля 2022 года) — за высокие спортивные достижения, волю к победе, стойкость и целеустремлённость, проявленные на XXIIV Олимпийских зимних играх 2022 года в городе Пекине (Китайская Народная Республика)[26];
- Заслуженный мастер спорта России (2017).